# إسماعيل طه
إسماعيل طه إعلامي ومذيع سوداني، من الأوائل الذين بدأوا البرامج الحوارية في العالم العربي، وهو رجل موهوب ممثل ودرامي ومعلم وصحفي كتب بعدة صحف بالمملكة العربية السعودية، وشغل في فترة منصب سكرتير تحرير لمجلة المسلمون بجنيف، وهو من جيل العمالقة أيوب صديق وأحمد قباني وماجد سرحان، وله لقاءات شهيرة في البي بي سي بالزعيم معمر القذافي وجون كنيدي وغيرهم.

## الميلاد والنشأة
ولد إسماعيل طه في بلدة مورا شمالي السودان في 17 نوفمبر/تشرين الثاني 1940، عاش طفولته في مدن كريمة والبركل، كما درس مرحلتي الابتدائية والمتوسطة بهما، ودرس الثانوية بمدينة عطبرة، ثم انتقل منها إلى مصر برفقة والده ليكمل دراسته الثانوية بمدرسة عين شمس قبل أن يلتحق بجامعة فؤاد لدراسة الهندسة، ولكنه سرعان مانفر من دراسة الهندسة وقرر تركها للعودة إلى السودان، حيث اشتغل معلما بالمدارس المتوسطة قبل أن يتفرغ للعمل في نادي أم درمان الثقافي.

## رحلات عمل خارجية
سافر إسماعيل إلى السعودية للعمل معلماً، بجانب الكتابة في الصحف السعودية، كما كتب مقالات لمجلة «المسلمون» التي كانت تصدر في مدينة جنيف السويسرية، والتي انتقل لاحقاً للعيش فيها.
غادر إسماعيل مدينة جنيف ليعود مرة أخرى إلى الخرطوم للعمل بجريدة «الميثاق الإسلامي»

## العودة للوطن
بعد عودته من جنيف سطع نجمه مسرحياً إذ كتب وأخرج مسرحية «أبوذر الغفاري» بـ العربية الفصحى ومثل الشخصية الرئيسية فيها، وحولها لاحقاً إلى مسلسل تلفزيوني لقي رواجاً كبيراً، عمل في تلك الفترة أيضاً متعاوناً مع الإذاعة والتلفزيون في السودان.

## مغادرة قسرية
وخلال السنوات الأولى من حكم الرئيس السوداني الراحل، جعفر نميري، تعرض إسماعيل للاعتقال والملاحقة، فغادر السودان للعمل في دولة الإمارات العربية المتحدة ضمن طاقم إذاعة دبي، وبعد مرور سنوات من عمله بالإذاعة اقترح عليه المدير في ذلك الوقت الإعلامي الفلسطيني رياض الشعيبي الالتحاق بالبي بي سي وقد عمل طه مع بي بي سي ثلاثون عاماً، في الفترة من 1976 إلى عام 2000م.

## عودة مرة أخرى
في الفترة من (1986- 1989) عمل خلالها مستشاراً صحفياً في مجلس السيادة في القصر الرئاسي في الخرطوم، خلال ماعرف بالسودان بمرحلة «الديمقراطية الثالثة» التي انتهت بانقلاب عسكري.

## اسهاماته في البي بي سي
عمل مع هيئة الإذاعة البريطانية «بي بي سي» القسم العربي لأكثر من 30 عاماً قدم خلالها نشرات وبرامج إخبارية وبرنامجي «حول أفريقيا» و«بعد الظهيرة» إضافة إلى «المجلة الرياضية» وعدد من برامج المنوعات، مثل «البرنامج المفتوح» و«مشاهد وأحداث»، كما شارك الإعلامي الراحل ممثلاً في الكثير من الأعمال الدرامية الإذاعية التي قدمتها «بي بي سي».
لديه برنامج آخر يدعى (ذاكرة إذاعة) حيث تحدث عن الراحل الأديب الطيب صالح وذكريات البوش هاوس.

## حياته السياسية
انتمى الراحل لجماعة الإخوان المسلمين في الخمسينيات عندما كان في مصر، وهو فتى غض، لكنه سرعان ما أدبر عنهم في الستينات لتعارض شخصيته مع فكر الجماعة وكذلك معرفته بالدين، واتجه نحو الحركة الاتحادية التي تقودها الطائفة الختمية واختار جناحا فيه قاده الشريف زين العابدين الهندي، ومن قبله أخيه الشريف حسين.

## وفاته
رحل إسماعيل وسط عائلته في لندن عن عمر الثامنة والسبعين، كان مليئا بالحيوية والنشاط، وعرض في السنوات الأخيرة على أقرانه الوزراء الموجودين ضمن الائتلاف الحاكم، واختار بعدها رئاسة جمعية كبار السن، ليكون خادماً لهم كما كان يردد. وكان يأمل بوضع أفضل في السودان على الرغم من العوامل القاسية والواقع الأليم، لكن الموت اختاره وترك وراءه الكثير من الأمل.

## من أقواله
«فعلت كل شيء بالإذاعة البريطانية ما عدا أنني لم أقرع ساعة الـ» البيغ بن «وقراءة القرآن عندما كانت الافتتاحية بآيات قرآنية».
«الإنسان السوداني يحتاج إلى المعرفة والتعمق في الحياة ككل لأن ذلك يجعله قادراً على إنتاج صور وأخيلة قلمية وكلامية تضفي حيوية أكثر على مسرح الحياة السودانية بكل أنواع الصور فكرية وسياسية وثقافية».